# NGC 7495
NGC 7495 (другие обозначения — PGC 70566, UGC 12391, MCG 2-59-3, ZWG 431.6, IRAS23064+1146) — спиральная галактика (Sc) в созвездии Пегас.
Этот объект входит в число перечисленных в оригинальной редакции «Нового общего каталога».
В галактике вспыхнула сверхновая SN 1973N типа I. Её пиковая видимая звёздная величина составила 15,5.
Это крупная галактика обращена к Земле плашмя, благодаря этому в ней удобно наблюдать спиральный узор  и получать кривые вращения галактики. В 2015 году данные о галактике использовались для оценки модифицированной теории ньютоновской динамики, и модель показала хорошее соответствие с наблюдениями.